# Adderbury
Adderbury är en ort och civil parish  i Storbritannien.   Den ligger i grevskapet Oxfordshire och riksdelen England, i den södra delen av landet, 100 km nordväst om huvudstaden London. Adderbury ligger 104 meter över havet och antalet invånare är 2 552.
Terrängen runt Adderbury är platt. Runt Adderbury är det ganska tätbefolkat, med 230 invånare per kvadratkilometer. Närmaste större samhälle är Banbury, 5,5 km norr om Adderbury. Trakten runt Adderbury består till största delen av jordbruksmark.